# Selaginella grisea
Selaginella grisea är en mosslummerväxtart som beskrevs av Arthur Hugh Garfit Alston. Selaginella grisea ingår i släktet mosslumrar, och familjen mosslummerväxter. Inga underarter finns listade i Catalogue of Life.